# Doliocarpus littoralis
Doliocarpus littoralis är en tvåhjärtbladig växtart som först beskrevs av Kubitzki, och fick sitt nu gällande namn av Claudio Nicoletti de Fraga och Stehmann. Doliocarpus littoralis ingår i släktet Doliocarpus och familjen Dilleniaceae. Inga underarter finns listade i Catalogue of Life.